# Suchacz
Suchacz (do 1945 niem. Succase) – wieś w północnej Polsce, położona w województwie warmińsko-mazurskim, w powiecie elbląskim, w gminie Tolkmicko.
W latach 1975–1998 miejscowość administracyjnie należała do województwa elbląskiego.

## Położenie
Suchacz położony jest nad Zalewem Wiślanym, około 15 km od Elbląga, na obszarze Parku Krajobrazowego Wysoczyzny Elbląskiej. Miejscowość znajduje się na trasie Kolei Nadzalewowej (nieczynnej).

## Komunikacja i transport

### Transport drogowy
Przez miejscowość przebiega droga wojewódzka nr 503 Elbląg-Pogrodzie.

### Transport kolejowy
- Kolej Nadzalewowa z przystankiem kolejowym w Suchaczu – linia kolejowa Elbląg – Frombork – Braniewo (obecnie nieczynna)

### Transport wodny
W 2004 roku w Suchaczu ustanowiono przystań morską, która pełni charakter przystani rybackiej i jachtowej. Przystań nie posiada bosmanatu, a wpływać do niej mogą jedynie mniejsze jednostki Usytuowana jest nad Zatoką Elbląską, tuż przy wejściu na Zalew Wiślany. Ujście kanału wewnątrzprzystaniowego osłaniają dwa falochrony (wschodni – 145 m, zachodni – 20 m). Cumują w niej kutry rybackie oraz jachty żaglowe. Wydzielona przystań żeglarska powstała w 2008 roku za sprawą Stowarzyszenia Entuzjastów Żeglarstwa na Zalewie Wiślanym. Żeglarze zawijający do przystani mogą skorzystać z sali klubowej, toalety, prądu oraz ujęcia wody.

## Historia
Najbardziej znanym wydarzeniem w historii Suchacza była bitwa morska, jaka została stoczona w 1463 roku na Zalewie Wiślanym, nieopodal Suchacza. W pobliżu wsi starły się ze sobą floty Zakonu krzyżackiego oraz połączonych sił morskich Elbląga i Gdańska. Zwycięstwo nad zakonem upamiętnia okolicznościowy głaz, znajdujący się we wsi.
Wieś okręgu sędziego ziemskiego Elbląga w XVII i XVIII wieku. 

## Turystyka

### Zabytki
Do rejestru zabytków zostały wpisane:
- trzykondygnacyjny budynek dawnego domu uzdrowiskowego „Zameczek nad Zatoką” z przełomu XIX i XX wieku, z narożną wieżą i tarasem widokowym, obecnie szkoła przy ul. Zakopiańskiej 3 wraz z otoczeniem ogrodowym (nr rej.: A-2216 z 8.02.2006)[10],
- zespół budynków i urządzeń cegielni z około 1900 r. (nr rej.: 225/92 z 26.06.1992).

### Atrakcje turystyczne
- Park Krajobrazowy Wysoczyzny Elbląskiej

W Parku znajdziemy między innymi ścianę nieczynnego już dziś wyrobiska Iłów Elbląskich, która jest doskonałą ilustracją budowy geologicznej strefy krawędziowej Wysoczyzny Elbląskiej.